# Бобулешти (Ботошани)
Бобулешти (рум. Bobulești) насеље је у Румунији у округу Ботошани у општини Штефанешти. Oпштина се налази на надморској висини од 66 m.

## Становништво
Према подацима из 2002. године у насељу је живело 1422 становника, од којих су сви румунске националности.